# Nephepeltia phryne
Nephepeltia phryne – gatunek ważki z rodziny ważkowatych (Libellulidae). Występuje na terenie Ameryki Południowej i Ameryki Środkowej.